# Beaver, Quận Clark, Wisconsin
Beaver là một thị trấn thuộc quận Clark, tiểu bang Wisconsin, Hoa Kỳ. Năm 2010, dân số của thị trấn này là 870 người.